# Ministère des Affaires étrangères (Australie)
Pour les articles homonymes, voir Ministère des Affaires étrangères.
Le ministère des Affaires étrangères et du Commerce (en anglais : Department of Foreign Affairs and Trade ou DFAT) est le département du gouvernement du Commonwealth d’Australie chargé de promouvoir les intérêts de l'Australie et de ses citoyens au niveau international ; il gère les politiques étrangères et les politiques commerciales.
Le ministère a son siège dans le Territoire de la capitale australienne dans la banlieue de Canberra Sud, près du Parlement d'Australie.

## Histoire
Le département tire son origine de deux des sept départements d'origine établis à la suite de la fondation du Commonwealth : le ministère du Commerce et des douanes et le ministère des Affaires extérieures.
Jusqu'à la seconde Guerre mondiale, l'Australie en tant que dominion de l'Empire britannique, puis dans le Commonwealth des Nations voyait sa politique étrangère en majorité définie par le Royaume-Uni. Pendant ce temps, les activités d'outre-mer de l'Australie étaient principalement liées aux intérêts commerciaux et ses affaires extérieures se concentraient essentiellement sur l'immigration, l'exploration et la publicité.
Les changements politiques et économiques provoqués par la Grande Dépression, la seconde Guerre mondiale et l'adoption du statut de Westminster ont nécessité la création et l'expansion de la représentation australienne à l'étranger, indépendamment du Bureau des Affaires étrangères et du Commonwealth britannique. L'Australie a établi sa première mission diplomatique (en dehors de Londres) en 1940, en s'établissant à Washington, elle dispose désormais d'un réseau de plus de 80 représentations diplomatiques (et 22 commerciales).
Le ministère des Affaires extérieures a été rebaptisé ministère des Affaires étrangères en 1970 ; en 1987, le ministère des Affaires étrangères et le ministère du Commerce ont été fusionnés par Bob Hawke pour former le ministère des Affaires étrangères et du Commerce.

## Organisation

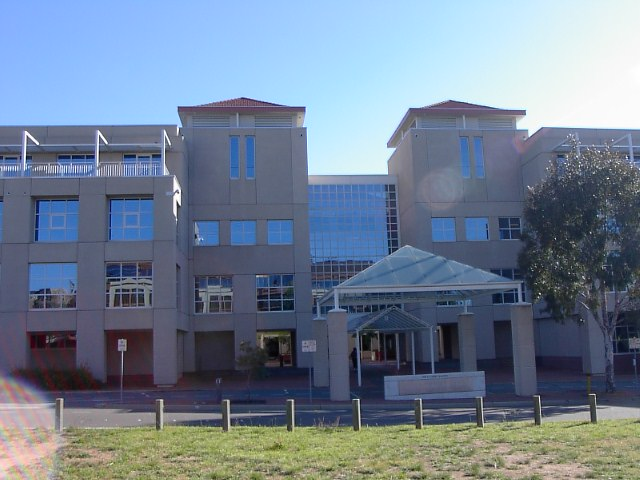
Le siège du DFAT à Canberra.

Le ministère s'est fixé six objectifs clés : 
- Renforcer la sécurité de l'Australie
- Contribuer à la croissance en Australie de l'économie, de l'emploi et du niveau de vie
- Aider les voyageurs et les Australiens à l'étranger
- Renforcer la coopération mondiale de manière à promouvoir les intérêts de l'Australie
- Favoriser la compréhension publique de la politique étrangère et commerciale de l'Australie et de projeter une image positive de l'Australie au niveau international
- Gérer efficacement les biens des territoires d'outre-mer.

Deux ministres du gouvernement occupent ce ministère : le ministre des Affaires étrangères et le ministre du Commerce, actuellement Kevin Rudd et Craig Emerson. Il est administré par un secrétaire et cinq secrétaires adjoints ; 3 300 personnes y travaillent, dont 500 diplomates en poste à l'étranger, assistés par 1 300 employés et 1 500 employés en Australie.
Le ministère possède des bureaux dans chacun des États et territoires pour fournir des services consulaires et des passeports.